# 蒙塔古丹
蒙塔古丹（法語：Montagoudin，法語發音：[mɔ̃taɡudɛ̃]）是法国吉伦特省的一个市镇，属于朗贡区。

## 地理
蒙塔古丹（44°34'40"N, 0°0'1"E）面积3.34 平方千米，位于法国新阿基坦大区吉倫特省，该省份为法国西南部沿海省份，是法國本土面积最大的省，北起滨海夏朗德省，西临大西洋，南至朗德省，东南接洛特-加龍省，东临多爾多涅省。
与蒙塔古丹接壤的市镇（或旧市镇、城区）包括：圣伊莱尔-德拉诺阿耶、布尔代勒、蒙戈济、拉雷奥勒。

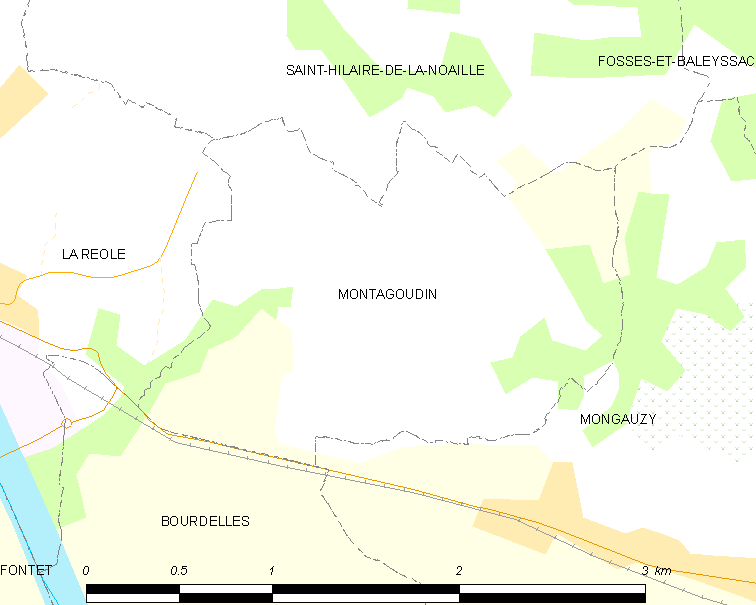
蒙塔古丹的OSM定位图

蒙塔古丹的时区为UTC+01:00、UTC+02:00（夏令时）。

## 行政
蒙塔古丹的邮政编码为33190，INSEE市镇编码为33291。

## 政治
蒙塔古丹所属的省级选区为勒雷奥莱-莱巴斯蒂德县。

## 人口

1962-2008年间蒙塔古丹人口变化图示

蒙塔古丹于2022年1月1日时的人口数量为171人。